# Інвестиційна політика
Інвестиційна політика — цілеспрямовані заходи на виявлення, задоволення та модифікацію інвестиційних потреб залежно від умов, разом із зазначенням фінансування. Виконує інструментальні функції при виконанні завдань в рамках загальної політики економічного розвитку. Безпосередньою метою є вплив на процеси відновлення та збільшення основного капіталу. Інвестиції полягають у перетворенні грошей на складові основних фондів, тобто у використанні купівельної спроможності грошей при створенні постійної структури власності економічних одиниць з метою досягнення вимірних економічних вигод у вигляді збільшення доходу або зменшення витрат, що безпосередньо відображається на величині прибутку.